# Jubilee Oval
Le Jubilee Oval, nommé pour des raisons commerciales Netstrata Jubilee Stadium, est un stade principalement consacré au rugby à XIII et au football, situé à Sydney en Nouvelle-Galles du Sud en Australie.

## Histoire
Il a été construit en 1936, il est la propriété de Georges River Council. La capacité normale du stade est de 20 500 places assises.
Le stade est l'hôte de l'équipe de rugby à XIII des Dragons de St. George Illawarra disputant la National Rugby League depuis 2009.